# Métochie
Pour les articles homonymes, voir Metohija.

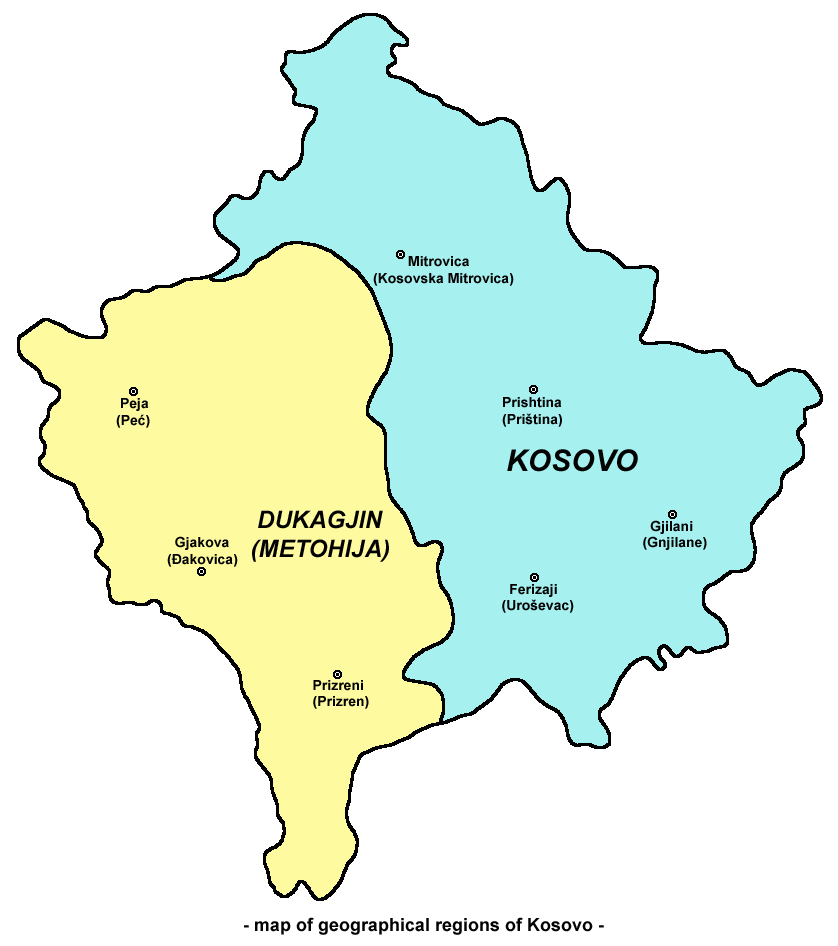
Métochie

La Métochie (en serbe Metohija, du grec μετοχή, « communauté ») constitue approximativement la moitié sud-ouest de la république du Kosovo. Le nom de Métochie rappelle qu'elle était historiquement un métochion, c'est-à-dire qu'elle dépendait d'un monastère orthodoxe. Cette partie du Kosovo est appelée Plateau de Dukagjin par les Albanais (en albanais « Rrafsh i Dukagjinit », en référence au héros médiéval albanais Lekë Dukagjini). 
L'origine orthodoxe du nom Métochie est la raison pour laquelle la désignation Kosovo et Métochie est utilisée par les Serbes, mais ne l'est jamais par les Albanais. Dans la terminologie yougoslave officielle, cette première partie du nom a été abandonnée au profit du seul nom Kosovo lors de l'adoption de la constitution de 1974 ; Slobodan Milosevic l'a réintroduite en 1989 lors de sa reprise en main nationaliste du Kosovo. 
La Métochie comprend la plaine qui va de Pejë à Prizren. Le célèbre monastère de Deçani et le patriarcat de Pejë (Peć, Пећ) y sont situés.